# Agropyron brownei
Agropyron brownei là một loài thực vật có hoa trong họ Hòa thảo. Loài này được (Kunth) Tzvelev mô tả khoa học đầu tiên năm 1973.